# آپولیناریو مابینی
آپولیناریو مابینی (انگلیسی: Apolinario Mabini; ۲۳ ژوئیه ۱۸۶۴ – ۱۳ مهٔ ۱۹۰۳) سیاست‌مدار اهل فیلیپین بود.
وی از ژانویه تا مه ۱۸۹۹ اولین نخست وزیر فیلیپین و هم‌زمان با آن وزیر امور خارجه این کشور نیز بود. مابینی که به بیماری فلج اطفال مبتلا و دارای معلولیت بود مبارزات و تلاش‌های زیادی بر ضد استعمار اسپانیا انجام میداد، وی در جریان جنگ فیلیپین-آمریکا دستگیر به جزیره گوام برده شد و دو ماه قبل از مرگش به فیلیپین بازگردانده شد، وی در مه ۱۹۰۳ درگذشت.